# Koli
Pour les articles ayant des titres homophones, voir Coli, Colis et Coly.
Pour les articles homonymes, voir Johnson Koli.
Koli est une montagne de Carélie du Nord en Finlande. Koli est aussi le nom du village au pied de la montagne. Koli se situe sur le territoire de la ville de Lieksa, plus particulièrement sur la rive du lac Pielinen opposée à la ville de Lieksa.

## Géographie

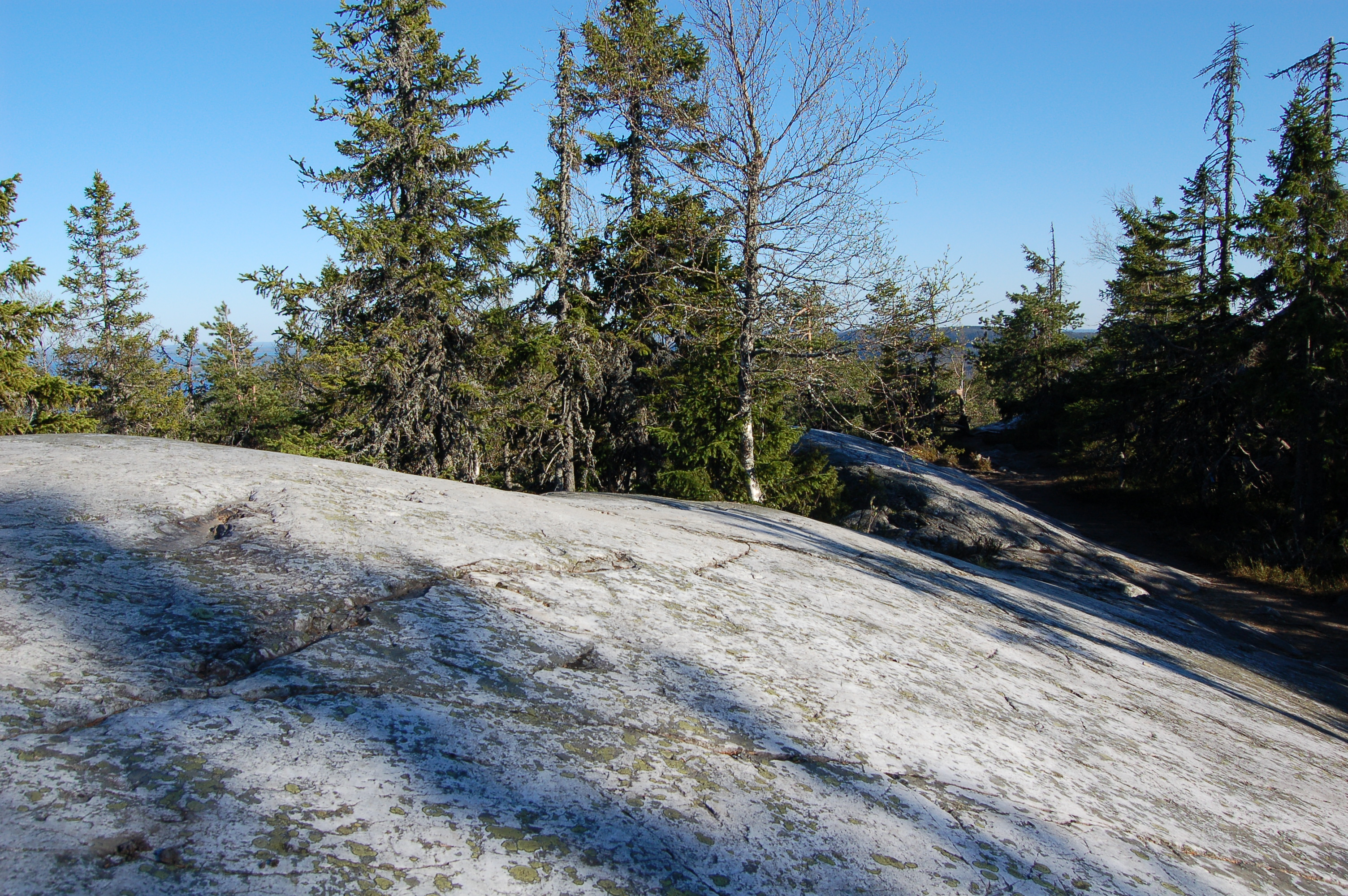
Akka-Koli.

Koli est une montagne culminant à 347 mètres et située sur les bords du lac Pielinen. La montagne de Koli est presque entièrement composée de quartzite blanc. Ses pentes présentent de grandes surfaces de rochers blancs dépourvues d'arbres, en particulier la falaise Paha-Koli. Les deux sommets les plus importants sont l'Ukko-Koli, le point culminant avec 347 mètres d'altitude, et l'Akka-Koli (339 mètres).
La montagne Koli possède plusieurs grottes dont l'une s'appelle l'église du diable. Elle fait 34 mètres de long et 7 mètres de haut.
Au pied de la montagne Koli se trouve le village de Koli. Jusqu'en 1973 le village de Koli appartenait à la commune de Pielisjärvi. Depuis 1973, Koli fait partie de la commune de Lieksa.

## Histoire
Sur une ancienne carte datant de 1650, Koli s'appelle Mustarinda, un nom donné aussi aux ours,. Dans l’ancienne culture de la chasse, le nom de l'ours est sacré. Au sommet d'Ukko-Koli se trouve une tête d'ours en roche pesant plusieurs tonnes qui regarde le lac Pielinen.
Les histoires populaires racontent que Koli était un lieu sacré, un endroit où l'on rendait la justice, un lieu de culte et un lieu de sacrifices. Le folklore évoque aussi la présence à Koli de puissants esprits. La tradition orale raconte que Paha-Koli était un lieu où l'on rendait la justice, et que les criminels étaient précipités du haut de sa falaise. Celui qui survivait à la chute était innocent. Un lieu de sacrifice connu, Uhrihalkeama, est situé juste à côté de l'hôtel Koli.
Ainsi il a fallu attendre le XVIIIe siècle pour que Koli soit habitée en permanence. D'aucuns disent qu'aucune trace archéologique n'appuie ces dires, mais il est notable que d'importantes dégradations ont été effectuées sur le site. Ainsi il existe une trace des cercles de justice (käräjät (fi)) qui, selon les études archéologiques, étaient formés de 12 pierres. Cela a dû être le cas à Paha-Koli mais, dans les années 1750, au moment de la Réforme, le pasteur Jakob Stenius l'ainé a systématiquement détruit les traces des anciens cultes finnois et lapons du site de Koli. Plus tard, dans les années 1950 et 1960, l'endroit servait de piste de danse lors des fêtes et, afin de dégager celle-ci, on a fait rouler les pierres.

## Protection environnementale
La montagne fait partie du parc national de Koli. Koli est un lieu important des paysages nationaux de Finlande.